# ISO 3166-2:PM
ISO 3166-2:PMは、ISOの3166-2規格の内、PMで始まるものの一覧であり、北アメリカに存在するフランス領の区域のコードである。最初のPMはISO 3166-1によるサンピエール島・ミクロン島のコード。